# Kvintetten Olsson
Kvintetten Olsson är en sånggrupp från Uppsala. Den startades 1964 av Kurt-Åke Frisk (baryton) tillsammans med fyra medlemmar ur manskören Orphei Drängar, Karl Eric Ericson och Björn Öbrink (tenorer) samt Robert Sund och Per-Olof Frisk (basar). 
Kvintetten debuterade i radio i december 1964 i Gösta Knutssons julprogram från  Västgöta nation i Uppsala.
Kvintetten Olssons repertoar innehåller såväl seriösa sakrala och profana verk ur den traditionella manskörsrepertoaren som lättare musikstycken, oftast i egna arrangemang.
Kanske är det framför allt välgjorda humoristiska nummer som gjort kvintetten uppmärksammad, bland annat "Sveriges flaggstång" (text: Björn Barlach, musik: "Hubert Elfvén"). Gruppen har medverkat i otaliga radio- och tv-program i Norden och även gett konserter såväl i Sverige som utomlands (bland annat tillsammans med Orphei Drängar i USA och Paris).
Vid några tillfällen då någon av medlemmarna fattades kallade de sig för "Kvartetten Andersson".

## Diskografi
- Serenad (1965, Ararep 3)
- Stephen Foster In A New Way (1966, Scandisc SCLP 116)
- Kvintetten Olsson sjunger Stephen Foster (1966, Scandisc SCD 47)
- De ska vi sjunga (1968, Knäppupp stereo klps 13)
- Serenad (1968, Knäppupp knep 169)
- Farbror Olsson (1968, Knäppupp knep 170)
- Lätt på sne (1979, Phontastic Phont 7524).